# Телепузики
«Телепу́зики» (англ. Teletubbies) — британський дитячий телевізійний серіал виробництва «BBC». Автори ідеї — Енн Вуд і Енді Девенпорт за участю компанії «Ragdoll Productions». Розрахований на глядачів до 7 років. Прем'єра у Великої Британії відбулася 31 березня 1997 року на телеканалі BBC, та в Україні — 1 березня 2001 року на Новому каналі. В цілому було показано 365 серій.
Телепузики — гуманоїдні пухнасті істоти, з антенами на головах і телеекранами на животі, є головними персонажами серіалу.
У британській версії оповідачем був Тім Вітналл. Серіал мав успіх як комерційний, так і серед критиків у Великій Британії та інших країнах. Телепузиків часто висміюють у сатиричних серіалах, таких, як «Гріффіни» і «Південний парк». Всі члени клану телепузиків уособлюють людину на різних стадіях розвитку та різної національності. Так, якщо По за рівнем інтелекту зрівняна з дитиною у віці 1 року, то Тінкі-Вінкі — це 4-річне маля, Діпсі — 3-річне маля, а Лала — 2-річне малятко.
Телепузиків четверо: два хлопчики (Тінкі-Вінкі і Діпсі) та дві дівчинки (Лала і По). У серіалі з'являються також і інші персонажі.

## Персонажі
За горами, за лісами в чарівній країні Телепузії живуть чотири телепузики, зокрема двоє хлопців та двоє дівчат: Тінкі-Вінкі, Діпсі, Лала і По. Ці маленькі вухаті смішні малятка дуже люблять гратися, танцювати, їсти пузі-грінки та запивати їх пузі-кремом (головне не перестаратися, бо можуть початися пузі-кремові кольки), а також спілкуватися з дітьми зі всього світу. Коли дме вітер, чарівний млин починає крутитися і приносить Телепузикам картинки про життя дітей. Окрім телепузиків, з якими постійно відбувається що-небудь цікаве, в Телепузії живуть численні кролики і справжній друг кожного телепузика — пилосос Ну-ну.

### Тінкі-Вінкі (англ.Tinky Winky)
Тінкі-Вінкі (грали Дейв Томпсон, Марк Хиніхан, Саймон Шелтон) — найбільший і найстарший телепузик-хлопчик фіолетового/синього кольору і з трикутною антеною на голові. Улюблена іграшка — червона бездонна сумка.

### Діпсі (англ.Dipsy)
Діпсі (грав Джон Симміт) — зелений телепузик-хлопчик зі стержневидною антеною. Обожнює свій чорно-білий пухнастий циліндр. Найупертіший телепузик. Його обличчя темніше, ніж в інших телепузиків.

### Лала (англ.Laa-Laa)
Лала (грала Ніккі Смедлі) — жовтий телепузик-дівчинка з антеною у вигляді блискавки. Вона любить співати й танцювати. Улюблена іграшка — велика помаранчева куля, завбільшки майже як сама Лала.

### По (англ.Po)
По (грала Пуї Фан Лі) — найменший і наймолодший телепузик-дівчинка червоного кольору з антеною, що закінчується кільцем (знак Марса). Улюблена іграшка — самокат. При нагоді може бути шкідливою й неслухняною.

### Ну-ну (англ.Noo-noo)
Ну-ну — домоправителька й опікунка телепузиків, схожа на порохотяг. Ну-ну не розмовляє, а видає сьорбаючі звуки й інші незрозумілі шуми. У разі роздратування може всмоктати іграшки телепузиків та їхню їжу. Після цього телепузики ганяють її по всьому будинку з криками «Настирливий Ну-ну!». Віддає перевагу закритому приміщенню і не любить виходити назовні.

### Сонечко (англ.Sun Baby)
Сонечко (грала Джессіка Сміт) — дитяче сонце-дівчинка. Вона не розмовляє, а лише сміється, і бачить, як телепузики роблять кумедні та дурні речі.

### Оповідач (англ.Narrator)
Оповідач (озвучує Тім Вітналл) — це закадровий голос, який розповідає глядачам, що роблять телепузики під час серій. Інколи оповідач розмовляє з телепузиками, на відміну від діалогів.

### Інші персонажі
- Пузі-тостер
- Машинка, яка робить пузі-крем
- Пузі-губка, яка миє посуд
- Пузі-грінки
- Ведмедик клишоногий
- Лев
- Кролики
- Квіточки

## Трансляція в Україні
Серіал транслювався на Новому каналі з 1 березня 2001 по 10 жовтня 2003 року, а також на каналі ТЕТ з 14 лютого 2011 по 13 лютого 2014 року.

## Український дубляж
Серіал дубльовано продюсерським центром «Prime-Time» на замовлення телекомпанії «Новий канал» у 2001 році.
- Переклад: Олекси Негребецького

Ролі дублювали:
- Юрій Коваленко — Тінкі-Вінкі, Діпсі, інші чоловічі ролі
- Ірма Вітовська — Лала, По, інші жіночі та дитячі ролі
- Андрій Середа — оповідач, інші чоловічі ролі
- Ніна Касторф — оповідачка, диктор, інші жіночі та дитячі ролі

## Критика
«…телепрограма дійсно научає, але зовсім не тому, про що кричить реклама, а деструктивній і девіантній поведінці, сприяє руйнуванню елементарних смислових зв'язків і ослабленню розумових здібностей.» 
Керівництво британської телерадіокорпорації BBC, у тому числі її дитячої редакції, дозволяло своїм співробітникам вживати наркотики, зізналася колишній продюсер телеканалу Children's BBC Сара Грем в інтерв'ю «The Daily Mail». Таким чином, серіали виробництва BBC можуть виявитися всього лише породженням наркотичної свідомості.
У Польщі «Телепузиків» звинуватили в пропаганді гомосексуальності.